# 和泉市立いぶき野小学校
和泉市立いぶき野小学校（いずみしりつ いぶきのしょうがっこう）は、大阪府和泉市いぶき野三丁目にある小学校。

## 概要
トリヴェール和泉北地区の小学校として1992年に開校。隣に和泉市立北池田中学校がある。

## 沿革
- 1992年（平成4年）4月1日 - 開校。
- 2011年（平成23年） - 創立20周年。

## 通学区域[1]
- 和泉市
  - いぶき野1-5丁目
  - 池田下町（一部）
  - 室堂町（一部）

卒業生は基本的に和泉市立北池田中学校に進学する。

## 交通
- 最寄駅 ： 南海泉北線 和泉中央駅。